# Zeynab Begum
Zeynab Begum (in persiano زینب بیگم‎), anche nota come Zainab o Zaynab Begum (... – Qazvin, 31 maggio 1640), fu la quartogenita dello scià safavide Tahmasp I (al potere dal 1524 al 1576).
Considerata una delle principesse più influenti e potenti dell'epoca safavide, visse durante i regni di cinque successivi monarchi safavidi e, oltre a ricoprire diversi incarichi, tra cui quella di vertice del sistema burocratico dell'impero, fu anche la principale matriarca dell'harem reale per molti anni e, a volte, agì in veste di reggente. Raggiunse l'apice della sua influenza durante il regno dello scià Safi (r. 1629-1642). In numerose fonti contemporanee, è stata elogiata come «pilastro della moderazione politica e della saggezza nella politica della corte safavide». Fu infine allontanata dai palazzi del potere da Safi nel 1632 e morì otto anni più tardi.

## Biografia

### Primi anni

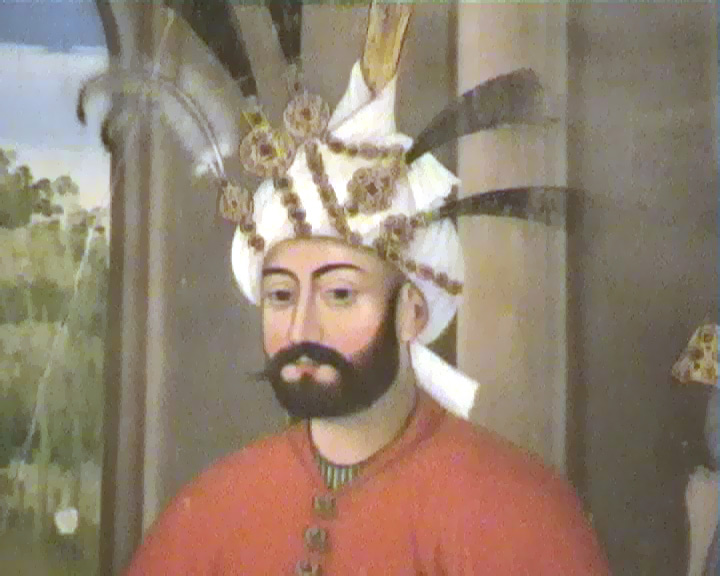
Lo scià Tahmasp I presso il palazzo Chehel Sotoun

Zeynab Begum nacque in un momento storico imprecisato da una delle mogli georgiane di Tahmasp I, una principessa di nome Huri-Khan Khanum. In giovane età, a Zeynab Begum fu assegnato un tutore (laleh), Shah-Qoli Beg, un membro di alto rango dei kizilbash di etnia shamlu. Quando suo padre morì nel 1576 e gli succedette Isma'il II (regnante dal 1576 al 1577), fu concessa in sposa ad Ali-Qoli Khan Shamlu, un nipote di un ufficiale militare di nome Durmish Khan Shamlu. Il matrimonio ebbe luogo non molto prima del 7 dicembre 1577, ma a quanto pare non fu mai consumato, poiché Zeynab Begum continuò a vivere nell'harem reale nella capitale safavide di Qazvin.
Svolse un ruolo fondamentale sostenendo il nipote, l'erede designato Hamzeh Mirza. Secondo un resoconto fornito dal cronista seicentesco Iskandar Beg Munshi, Zeynab Begum si affermò come principale figura femminile dell'harem reale durante la frenetica guerra civile che travolse l'impero poco prima del 1590, nell'ambito della guerra ottomano-safavide del 1578-1590. Nel periodo successivo all'assassinio di Hamzeh Mirza alla fine del 1586, fu assistita dal suo visir personale, Mirza Lotfollah Shirazi, che in seguito divenne gran visir dell'intero Stato. In seguito, divenne una delle più importanti sostenitrici del giovane principe Abbas (poi conosciuto con il nome regale di ʿAbbās I, al potere dal 1588 al 1629) durante la lotta per la successione iniziata negli ultimi anni del re Mohammad Khodabanda (r. 1578-1587).

### Consolidamento sul piano politico

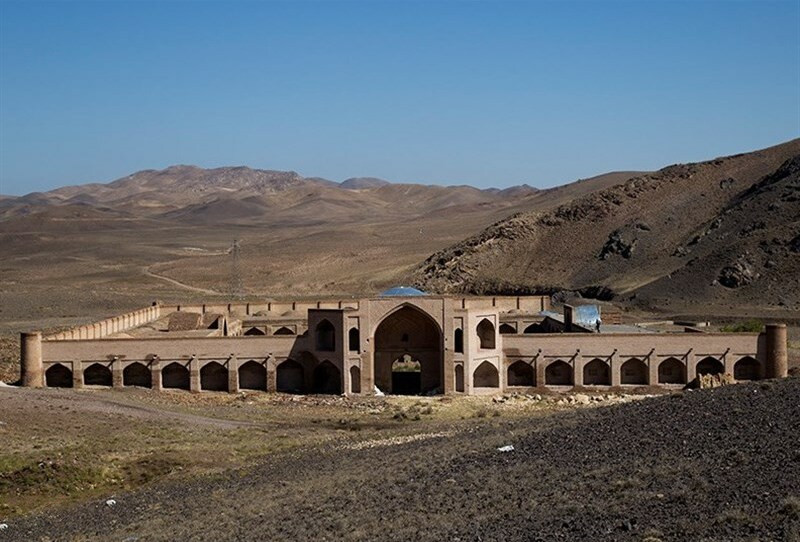
Scorcio del caravanserraglio fatto costruire da Zeynab Begum

Nei primi anni di regno di ʿAbbās, Zeynab Begum continuò a essere una stretta confidente e si propose, secondo il viaggiatore italiano Pietro Della Valle, in veste di sua madre adottiva. Anche dopo questo periodo, per ben due decenni di regno, Zeynab Begum figurò tra i «consiglieri chiave» di ʿAbbās. Senza mai perdere il ruolo di principale matriarca dell'harem, supervisionò l'educazione dei figli di ʿAbbās e pare persino che i governatori locali e i comandanti militari le chiedessero di intercedere a loro favore quando intendevano recarsi presso lo scià regnante.
Durante il dominio di ʿAbbās, Zeynab Begum conservò un peso imprescindibile nella politica interna della corona (khasseh) all'interno della burocrazia safavide. Tra il 1592-1593 e il 1613-1614, operò come governatrice nella regione di Kashan, potendo contare su due burocrati che agivano come suoi vice. In quel preciso momento della sua vita, secondo quanto riferito dalle fonti, possedeva diversi insediamenti nella parte meridionale della città di Yazd. Ciò le permise, per la maggior parte del regno di ʿAbbās, di incamerare l'imposta capitaria che ricadeva in capo alle comunità zoroastriane dei suoi domini e di tenerla per sé. Forte di questo gettito, nel 1601-1602 poté costruire almeno un caravanserraglio lungo la rotta Esfahan-Kashan. Un anno dopo, le fu affidato l'incarico di custode del sigillo usato per tutti i decreti reali emessi dall'impero (mohrdār-e sharaf nafadh).
Nel 1605, durante la guerra ottomano-safavide del 1603-1618, suggerì ad ʿAbbās di attaccare gli ottomani a Sufian; tale suggerimento si rivelò decisivo, poiché lo scià riportò una delle sue più celebri vittorie militari. In alcune occasioni presenziò al più alto organo consultivo, il "Consiglio di Stato"; nel 1606 fu l'unica donna presente in quel consesso. Secondo il diplomatico portoghese Antonio de Gouvea, «fece capire molto bene di meritare un simile onore». Diversi anni dopo, nel 1611-1612, fu a capo del banchetto reale concesso in occasione dell'arrivo di Wali-Mohammad Khan, il sovrano uzbeco di Urgench, che era fuggito nel regno safavide in seguito allo scoppio della guerra civile in Corasmia.

### Estromissione e successiva riconciliazione

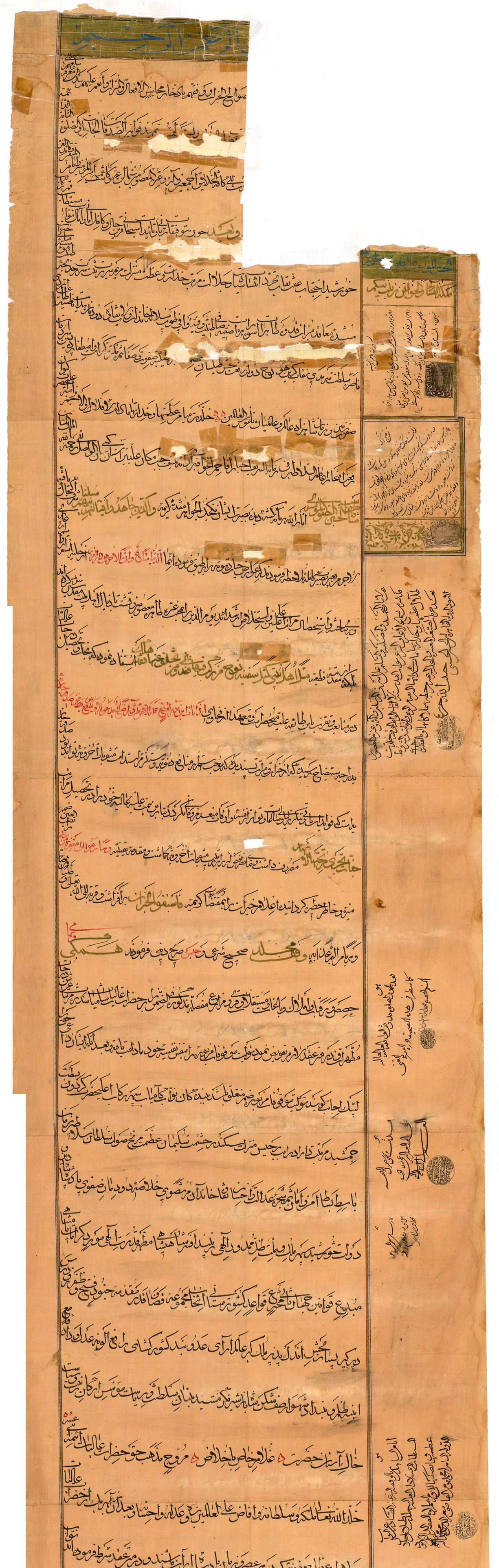
Il testamento di Zeynab, scritto nel 1629

Nel 1613-1614, Zeynab Begum cadde in disgrazia e fu espulsa dall'harem, con il risultato che dovette rinunciare a ogni sua carica. Fu poi esiliata a Qazvin, dove non le fu concesso di lasciare la sua residenza senza permesso. La sua scomparsa dal campo politico avvenne in un contesto storico caratterizzato da numerose altre epurazioni di alti funzionari e capi militari safavidi presenti alla corte di Esfahan. Secondo lo storico Fazli Khuzani, un simile mutamento fu il risultato delle manovre compiute dal principale mujtahid della corte safavide, Mir Damad.
A Zeynab Begum fu permesso di rientrare alla corte reale circa quattro anni dopo. Nei suoi resoconti, Pietro Della Valle testimonia di averla vista a Isfahan nel 1617 in compagnia dell'harem reale. Zeynab Begum fu ripristinata a capo dell'harem reale a Farahabad e a Esfahan da ʿAbbās nella primavera del 1627. Quando ʿAbbās entrò in uno stato di malattia cronico, Zeynab Begum rimase probabilmente in stretto contatto con i medici di corte, divenendo forse addirittura la principale responsabile della supervisione delle sue cure a Farahabad. Quando ʿAbbās morì nella mattina del 19 gennaio 1629, supervisionò personalmente il trasferimento delle sue spoglie e la logistica del trasferimento dell'harem reale da Farahabad a Esfahan.
Sebbene Zeynab Begum avesse vissuto numerosi momenti felici e soddisfazioni personali sotto ʿAbbās, fu in realtà durante i primi anni del suo successore, lo scià Safi (r. 1629-1642), che raggiunse l'apice della sua influenza e del suo potere. Stando alle cronache di corte coeve, esercitò un ruolo importante nel convincere ʿAbbās, sul letto di morte, nel nominare suo nipote Sam Mirza (in seguito noto con il nome regale di Safi) come suo successore al trono imperiale. Nei primi mesi di regno di Safi, Zeynab Begum era quotidianamente a capo dell'intero organo amministrativo dell'impero safavide e godette del completo controllo sulla gestione dello stesso. Più tardi, nello stesso anno, si unì a Safi durante la guerra ottomano-safavide del 1623-1639. Il 28 maggio 1630, guidò l'harem reale a Golpayegan in vista della battaglia di Marivan.
Il 12 febbraio 1632, durante le diffuse e sanguinose purghe avviate da Safi, lo scià ordinò a Zeynab Begum di trasferirsi da Isfahan a Qazvin, bandendola dalla corte. Tale evento segnò il declino definitivo di Zeynab Begum, che non tornò mai più a rivestire le cariche che furono. Secondo un resoconto contemporaneo, trascorse i suoi ultimi giorni a Esfahan. Pur disponendo di ingenti ricchezze, condusse una vita morigerata, evitando di farsi coinvolgere nei pericolosi e incerti eventi politici in corso. Una volta deceduta, le succedette come matriarca principale dell'harem reale Dilaram Khanum, vedova del primogenito di ʿAbbās, Mohammad Baqer Mirza. Zeynab Begum morì il 31 maggio 1640 a Qazvin e fu sepolta nel santuario dell'Imam Reza a Mashhad.